# Fritz László
Fritz László 1945-től Fejes (Rónaszék, 1889. augusztus 1. – Kondoros, 1967. január 20.) magyar jogi és statisztikai író.

## Életútja
A kolozsvári egyetem jogi fakultását végezte el. Az  1920-as évek folyamán a lutheránus egyházi életben a magyar nyelvi irányzat képviselője, főként iskolai kérdésekkel foglalkozott. Társszerkesztője – Sulyok István mellett – az Erdélyi Magyar Évkönyvnek (Kolozsvár, 1931), ebben összefoglaló tanulmányt írt az erdélyi magyarság lélekszámáról és területi megoszlásáról, egyházi szervezeteiről, iskolaügyéről, a magyar anyanyelvű zsidóságról. Sulyok István és Fritz László 1930-as, majd Győri Illés István 1936-os évkönyve, illetve a Kacsó Sándor által 1937-ben szerkesztett Erdélyi Magyar Évkönyv úttörő munkáknak számítottak, melyek a romániai magyarság helyzetének általános felmérésére és bemutatására törekedtek. Legközelebb hasonló igényekkel és törekvésekkel majd csak az 1989-es rendszerváltást követően lehet találkozni Bodó Barna szerkesztésében.  Fritz Lászlótól számos tanulmány jelent meg a Magyar Kisebbségben. Fritz az 1930-as években Magyarországba települt át.